# خالد بن يزيد المري
خالد بن يزيد بن صالح بن صبيح المُرِّي الدمشقي الشامي، وكنيته أبو هاشم، راوي حديث من الثقات وهُوّ من تبع التابعين. قاضي وعالم من علماء زمانه، من أهل دمشق.

## سيرته
هُوّ أبو هاشم خالد بن يزيد بن صالح بن صبيح بن الخشخاش بن معاوية بن سفيان المُرِّي الدمشقي الشامي. كان قاضي البلقاء وهيّ من أرض الشام، ووالد عراك بن خالد المقرئ.
حدث وروى عن: أبان بن البختري، وإبراهيم بن أبي عبلة المقدسي، وحبيب الأوصابي، والحسن بن عمارة، وسالم بن عبد الله المحاربي، وجده صالح بن صبيح المري، وطلحة بن عمرو بن عثمان المكي، وعمير بن ربيعة مولى بني عبد شمس، ومكحول الشامي، وهشام بن الغاز، ويحيى بن الحارث الذماري، ويعقوب بن عثمان بن أبي حجير الثقفي، ويونس بن ميسرة بن حلبس، وإسماعيل بن عبيد الله بن أبي المهاجر، وهجيمة أم الدرداء، وغيرهم.
وروى الحديث عنه: إسحاق بن إبراهيم بن يزيد الفراديسي، وزيد بن يحيى بن عبيد الدمشقي، وعبد الله بن يوسف التنيسي، وأبو مسهر عبد الأعلى بن مسهر، وأبو خليد عتبة بن حماد، وابنه عراك بن خالد بْن يزيد المري، والفرج بن فضالة، ومحمد بن شعيب بن شابور، ومحمد بن المبارك الصوري، ومروان بن محمد الطاطري، وموسى بن محمد المقدسي، ونعيم بن حماد المروزي، والوليد بن مسلم، وحسن بن علي العدوي، وخالد بن يزيد الأموي، ودحيم الدمشقي، وعبد الوارث بن عبيد الله العتكي، وغيرهم.
روى له: أبو داود، والنسائي، ومحمد بن ماجه. قرأ القرآن على معلمه عبد الله بن عامر المعروف بـ ابن عامر، وقرأ عليه القرآن تلميذه الوليد بن مسلم.
روى حوالي 52 حديثاً وطبقته السابعة ورتبته ثقة. ووثقه من علماء الجرح والتعديل الكثير، منهم: أبو حاتم الرازي، وأحمد بن شعيب النسائي، وأحمد بن صالح الجيلي، وابن حجر العسقلاني، والدارقطني، والذهبي، ودحيم الدمشقي، وابن حبان، وأحمد بن عبد الله العجلي، وغيرهم.
من الأقوال فيه، قال يحيى بن معين: «الوليد بن مسلم، روى عن خالد بن يزيد بن صالح بن صبيح..»، وقال أيضًا: «خالد بن يزيد بن صالح بن صبيح المري، قاضي البلقاء، روى عنه: الوليد بن مسلم..»، وقال أبو زرعة الدمشقي: «في أصحاب مكحول: خالد بن صالح بن صبيح المري، يكنى أبا هاشم..»، وقال أبو الحسن بن سميع: «في الطبقة الخامسة: خالد بن يزيد بن صالح بن صبيح المري..»، وقال البخاري: «خالد بن يزيد بن صبيح المري الدمشقي، عن يونس بن ميسرة، ويحيى بن الحارث، وإبراهيم بن أبي عبلة، روى عنه محمد بن شعيب..»، وقال يعقوب الفسوي: «خالد بن يزيد بن صالح بن صبيح، مري، دمشقي، يروي عنه الوليد بن مسلم..»، وروى صالح بن أحمد العجلي عن أبيه أحمد بن عبد الله العجلي أنّه قال: «خالد بن يزيد المري شامي، ثقة..»، وقال عبد العزيز سعيد: «في باب المري : خالد بن يزيد بن صبيح المري..»، وقال أحدهم للعالم أحمد ابن صالح المصري: «فخالد بن يزيد بن صبيح، كأنه أرفع من هؤلاء، وأنبل ؟»، فشد أحمد يده، وقال: «نعم، ورأيت مذهب أحمد إنه أنبل من هذين، يعني خالد بن يزيد بن مالك، والحسن بن يحيى الخشني.»، وروى ابن أبي حاتم عن أبيه أبو حاتم الرازي: «هو ثقة صدوق، وهو أمتن من خالد بن يزيد بن أبي مالك، وأقدم وأوثق به من ابنه عراك.»، وقال الدارقطني: «خالد بن يزيد بن صالح بن صبيح المري، فقال: والد عراك، هو دمشقي يُعتبر به.» 
وقال ابن حجر العسقلاني في تقريب التهذيب: «ثقة..»، وقال الذهبي في الكاشف في معرفة من له رواية في الكتب الستة: «صدوق..»، وقال النسائي: «ليس به بأس..»، وقال دحيم الدمشقي: «ثقة..»، وذكره ابن حبان في كتابه الثقات لابن حبان.
ترجم له من العلماء: الذهبي في كتابه سير أعلام النبلاء، وابن عساكر في كتابه تاريخ دمشق، وابن حبان في كتابه الثقات لابن حبان، والبخاري في كتابه التاريخ الكبير، والمزي في كتابه تهذيب الكمال، وغيرهم.
ومن الأحاديث التي رواها عن النبي محمد:
| خالد بن يزيد المري | أنبأنا أبو علي الحداد، ثم حدثنا أبو مسعود الأصبهاني عنه، أنا أبو نعيم الحافظ، نا سليمان بن أحمد الطبراني، نا بكر بن سهل، نا عبد الله بن يوسف، نا خالد بن يزيد بن صبيح، نا يونس بن ميسرة بن حلبس، عن أم الدرداء، عن أبو الدرداء، عن رسول الله صلى الله عليه وسلم، قال: «فرغ الله عز وجل إلى كل عبد من خمس: من عمله، وأجله، ورزقه، وأثره، ومضجعه.» | خالد بن يزيد المري |